# Crème hydratante
 (mai 2021).
Si vous disposez d'ouvrages ou d'articles de référence ou si vous connaissez des sites web de qualité traitant du thème abordé ici, merci de compléter l'article en donnant les références utiles à sa vérifiabilité et en les liant à la section « Notes et références ».

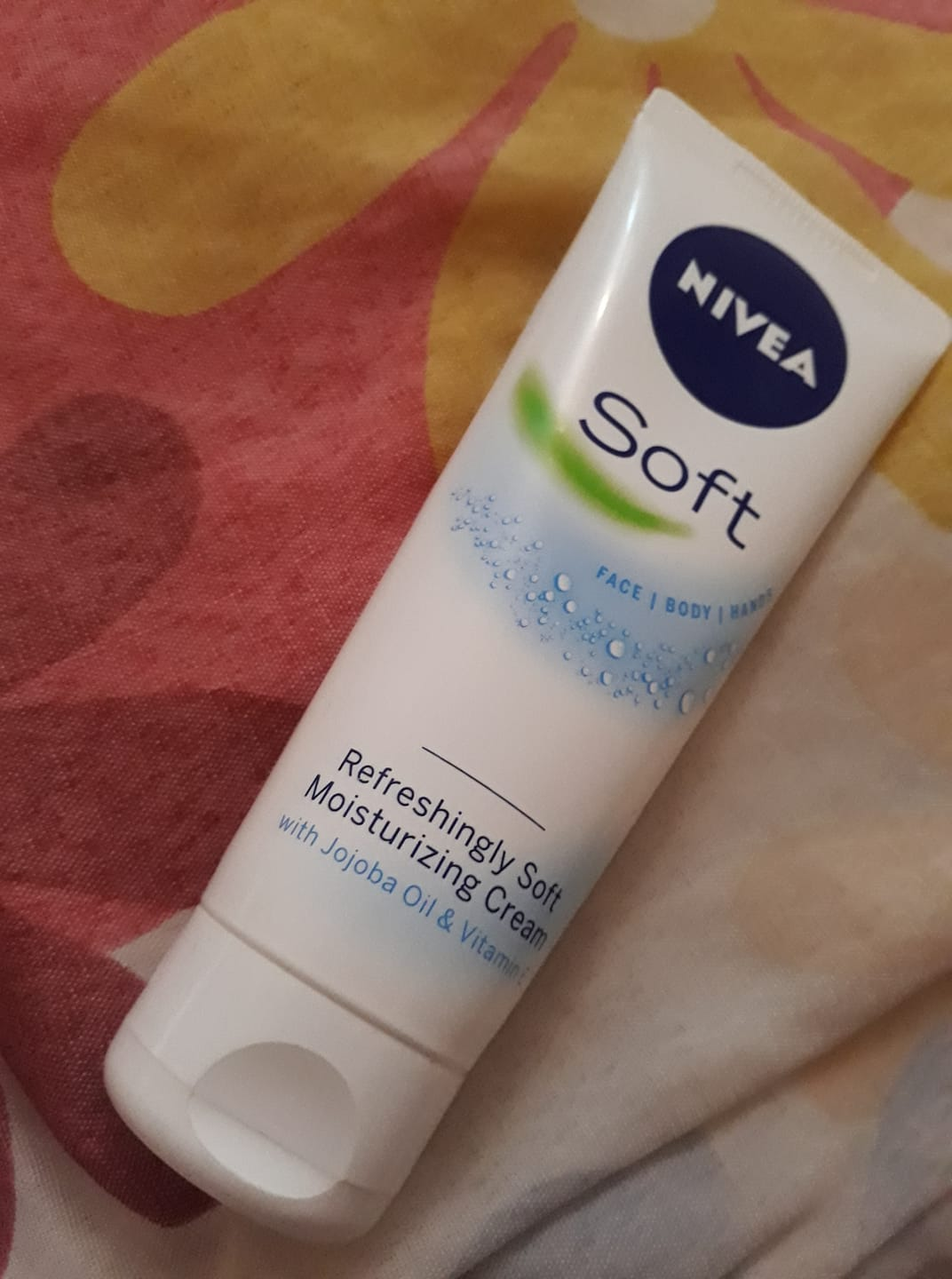
Tube de crème Hydratante Nivea.

Une crème hydratante est un produit cosmétique qui hydrate la peau et empêche sa déshydratation en reconstituant le film hydrolipidique, protection naturelle de la peau éliminée par le savon durant la toilette.

## Composition
Le film hydrolipidique qui recouvre la peau est un mélange de sébum, substance grasse, et de sueur. Une crème hydratante a une composition inspirée de celle du film hydrolipidique. C'est une émulsion constituée d'une phase grasse (comme de l'huile) et d'une phase aqueuse (comme de l'eau). La phase aqueuse apporte de l'eau à la peau. La phase huileuse nourrit la peau[réf. nécessaire] et forme une couche grasse qui empêche l'eau de s'évaporer.
L'émulsion peut être de deux types :
- une émulsion eau dans l'huile (hydrolipidique) où des gouttelettes d'eau sont éparpillées dans une phase huileuse, donne une crème grasse et protectrice.
- une émulsion huile dans l'eau où des gouttelettes d'huile sont éparpillées dans une phase aqueuse, donne une crème légère. La plupart des crèmes sont de ce type.

## Histoire
La première crème hydratante moderne, à la texture de crème fouettée, est la crème Secret de Bonne Femme de Guerlain, inventée en 1904,. Cette crème, de longue conservation mais ne supportant pas les voyages en avion, a été commercialisée jusque dans les années 1990. À partir de 1911, elle est concurrencée par la crème Nivea, toujours en vente au XXIe siècle, qui doit sa stabilité à un émulsifiant nommé eucerit.

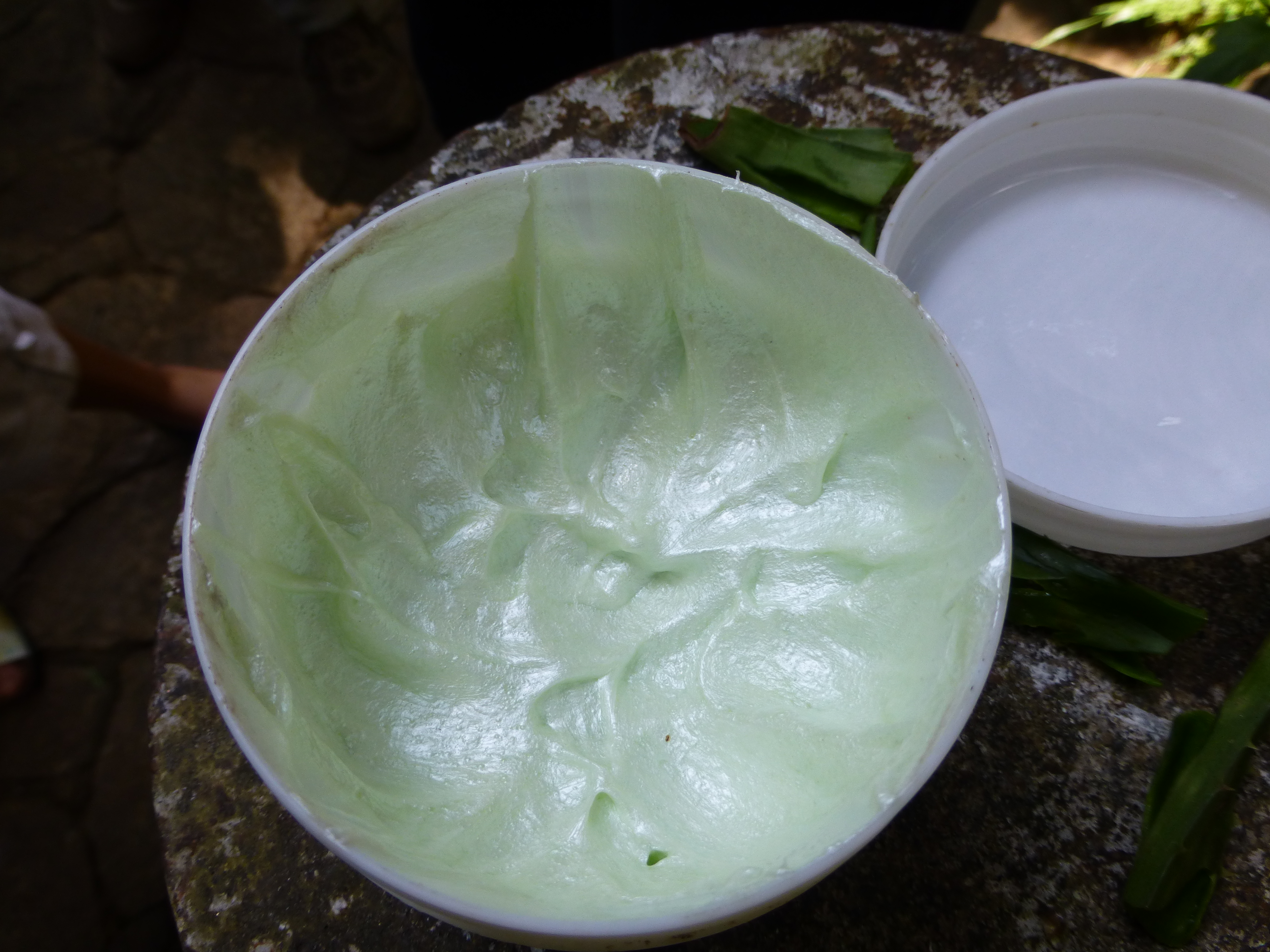
Aloe vera servant de crème hydratante

## Les différents types de crèmes hydratantes
Il existe un grand nombre de types de crèmes cosmétiques, mais toutes sont des crèmes hydratantes auxquelles on ajoute différents additifs selon l'effet recherché :
- Cold créâmes visage
- hydratante pour le visage, crème de jour, crème de nuit
- crème teintée
- crème pour le contour des yeux
- crème antiride ou anti-âge
- crème pour le corps, crème pour le buste
- crème pour les mains, crème pour les pieds
- crème solaire, qui contient des filtres ultraviolets
- crème après-soleil
- crème de massage
- crème amincissante ou raffermissante, crème anticellulite
- crème anti-imperfections, anti acné
- cérat de Galien (ou cold cream), une émulsion d'eau et de certaines graisses, dont habituellement de la cire d'abeille et certains agents parfumés, comme des pétales de rose ou leurs extraits, ou des huiles essentielles.

Les professionnels des cosmétiques ont ainsi segmenté le corps humain en parties nécessitant autant de crèmes spécifiques. On peut ajouter comme critères le type de peau, le sexe et l'âge, ce qui multiplie les types de crèmes hydratantes proposées à la vente.
Les crèmes hydratantes ont chacune un aspect différent et des propriétés différentes.[réf. souhaitée]
Le type le plus commercialisé reste la simple crème hydratante.[réf. souhaitée]

## Réglementations
Aujourd’hui[Quand ?], on retrouve de nombreuses crèmes que ce soit crèmes anti-âges, purifiantes, hydratantes, de nuit, de jour… dont la composition est beaucoup plus naturelle qu'auparavant[Quand ?]. En effet, de nombreuses réglementations ont été mises en vigueur afin de contrôler chaque composant que peut contenir un produit. Effectivement, un certain nombre de crèmes étaient composées de substances nocives pour la peau et la santé (parabène, silicones synthétiques (non biodégradables), phénoxyéthanol…). Ces régulations ont permis de réduire l’impact négatif qu’avaient ces substances sur les utilisateurs. En France, les produits cosmétiques sont contrôlés par l’Agence nationale de sécurité du médicament et des produits de santé (ANSM) et par la Direction générale de la Concurrence, de la Consommation et de la Répression des fraudes (DGCCRF). 
Depuis le 1er janvier 2017, la certification internationale Cosmos exige désormais que tout nouveau cosmétique doit être composé à 20% d’ingrédients issus de l’agriculture biologique.
Si ces réglementations ne sont pas respectées, des sanctions sont applicables. En effet, des amendes et emprisonnements pourront être envisageables selon la transgression faite. Pour illustrer, en cas de non-respect des mentions prévues par l’Article 19 du Règlement Cosmétique sur un nouveau produit lancé sur le marché, une amende de 15 000€ est applicable.[réf. souhaitée]